# Nederländska Brasilien
Nederländska Brasilien var en nederländsk besittning i Sydamerika. Den kallades också Nya Holland, men skall inte förväxlas med det som senare blivit Australien.
Nederländska ostindiska kompaniet satte upp sin bas i Recifeområdet, medan guvernör Johan Moritz bjöd in konstnärer och forskare för att stärka migrationen dit.
Men Portugal vann en seger i andra slaget vid Guararapes 1649. Den 26 januari 1654 kapitulerade Nederländerna. I maj samma år krävde Nederländerna att få behålla området. Men den 6 augusti 1661 fick de ändå överlämna området till Portugal, genom freden i Haag.